# Hadersdorf-Kammern
Hadersdorf-Kammern osztrák mezőváros Alsó-Ausztria Kremsvidéki járásában. 2024 januárjában 1995 lakosa volt. 

## Elhelyezkedése

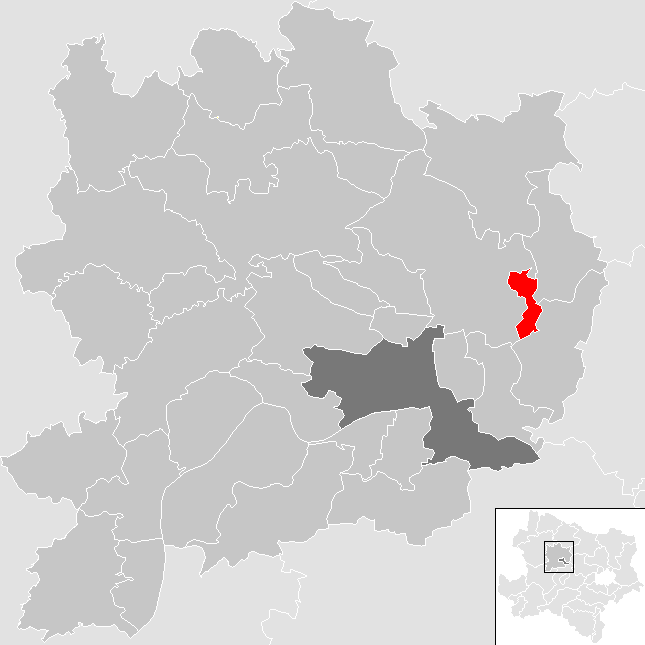
Hadersdorf-Kammern a Kremsvidéki járásban

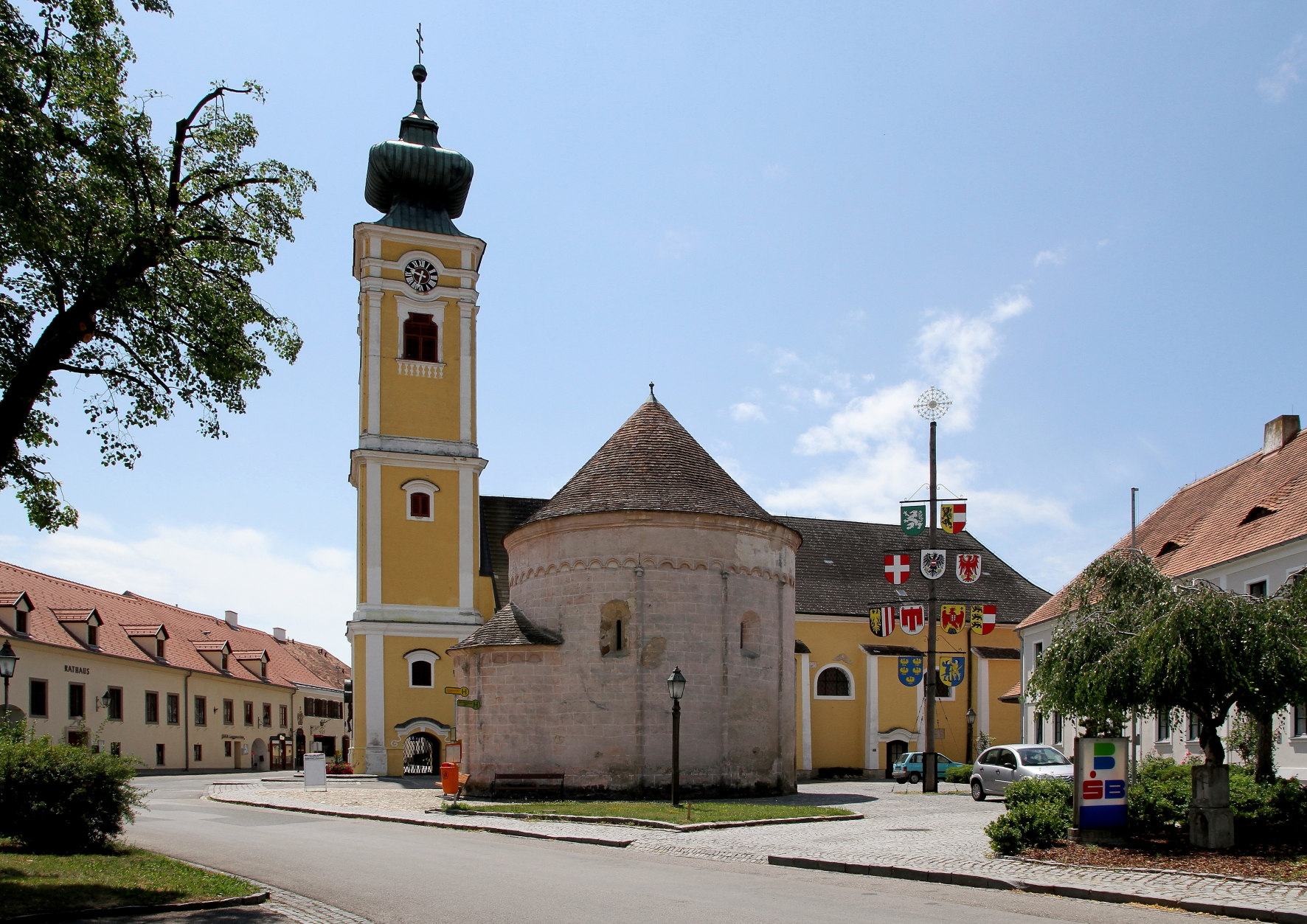
A Szt. Péter és Pál-plébániatemplom és csontháza

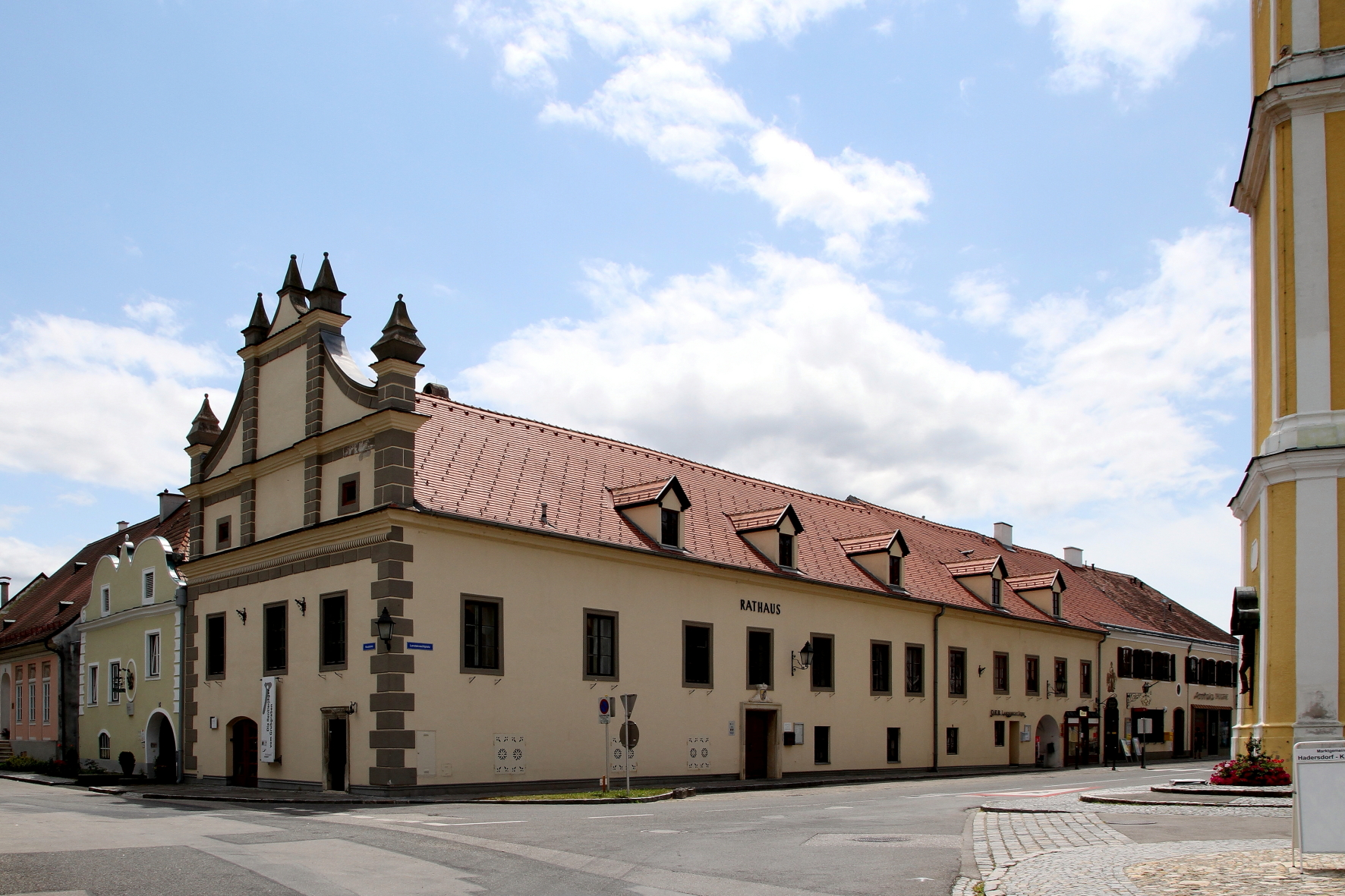
A városháza

Hadersdorf-Kammern a tartomány Waldviertel régiójában fekszik, a Kamp folyó mentén. Területének 2,9%-a erdő, 30,9% szőlő, 35% áll egyéb mezőgazdasági művelés alatt. Az önkormányzat két települést egyesít: Hadersdorf am Kamp (1635 lakos 2024-ben) és Kammern (360 lakos).
A környező önkormányzatok: északkeletre Straß im Straßertale, keletre Grafenegg, nyugatra Langenlois.

## Története
Hadersdorf területe az őskőkor óta lakott. A régészek az urnamezős kultúra 130 sírból álló temetőjét tárták fel itt; a leletek gazdagsága miatt a lelőhelyet hadersdorfi kultúraként is emlegetik. 
Első említése 1136-ból származik, már ekkor is volt temploma (ecclesia Heiderichstorf). Nevét a klein-mariazelli kolostor alapítóiról a Haderichekről kapta. A falu birtokosa a 12. század második felétől a Kuenring nemzetségből származó Heinrich von Zöbing volt. 1238-ban már önálló egyházközséggel rendelkezett. A 13. század első felében (legkésőbb 1365-ben) mezővárosi jogokat kapott. Birtokjoga később visszaszállt az osztrák hercegre, aki 1440-ben elzálogosította. 1514-ben I. Miksa császártól címert kapott a mezőváros. A reformációt követően a polgárság túlnyomó része áttért a protestáns vallásra és csak 1632-ben tesznek ismét említést katolikus papról. A harmincéves háború idején Thurn gróf itt rendezte be főhadiszállását (1619). A svédek 1645-ben kifosztották a várost. 
Rövid ideig járásbíróság is működött Hadersdorfban, de ezt Mária Terézia visszavonta. 1760-ban eladták a zwettli apátságnak és ott is maradt a feudális birtokrendszer 1848-as eltörléséig. 1805-ben és 1809-ben, a Franciaország elleni koalíciós háborúk idején a lakosságot Napóleon katonái fosztogatták. Amikor Ferdinánd császár 1848. október 7-én udvarával együtt a forradalom elől menekülve elhagyta Bécset, október 9-én a hadersdorfi plébánián töltötte az éjszakát.
A második világháború utolsó napjaiban, 1945. április 7-én egy SS-egység 61, a steini börtönből kiengedett politikai foglyot mészárolt le Hadersdorban.

## Lakosság
A hadersdorf-kammerni önkormányzat területén 2024 januárjában 1995 fő élt. Lakosságszáma 2001 óta stagnál. 2022-ben az ittlakók 92,5%-a volt osztrák állampolgár; a külföldiek közül 0,8% a régi (2004 előtti), 2,9% az új EU-tagállamokból érkezett. 2,5% a volt Jugoszlávia (Horvátország és Szlovénia kivételével) vagy Törökország; 1,3% egyéb ország polgára volt. 2001-ben a lakosok 87%-a római katolikusnak, 1,8% evangélikusnak, 0,3% ortodoxnak, 2,6% mohamedánnak, 7% pedig felekezeten kívülinek vallotta magát. Ugyanekkor egy magyar élt a mezővárosban; a legnagyobb nemzetiségi csoportot a németek (94,4%) mellett a törökök alkották 0,8%-kal. 
A népesség változása:

| 2016 | 2 016 |
| 2018 | 2 009 |

## Látnivalók
- a főtér későbarokk házaival
- a Szt. Péter és Pál-plébániatemplom
- a Spoerri művészeti kiállítóközpont
- a szőlészeti múzeum